# Дюкаруж, Жерар
Жера́р Дюкару́ж (фр. Gérard Ducarouge; 23 октября 1941, Паре-ле-Моньяль, департамент Сона и Луара, Франция — 19 февраля 2015, Нёйи-сюр-Сен, департамент О-де-Сен, Франция) — французский инженер, конструктор гоночных автомобилей для Формулы 1.

## Биография
Окончил в 1964 году Специальную школу авиационных работ после чего год работал в компании Nord Aviation, разрабатывая проекты ракет. В декабре году переходит в компанию Matra, также работавшую в ракетной теме, но как раз в это время собравшуюся создавать гоночную команду. Становится конструктором Matra Sport и разрабатывает проекты гоночных автомобилей поочерёдно для Формулы 3, Формулы 2 и Формулы 1. В 1968 году Джеки Стюарт за рулём автомобиля Matra MS 10 выигрывает гонку Формулы 1, а в 1969 — он же на Matra MS 80 завоёвывает первый из своих трёх чемпионских титулов.

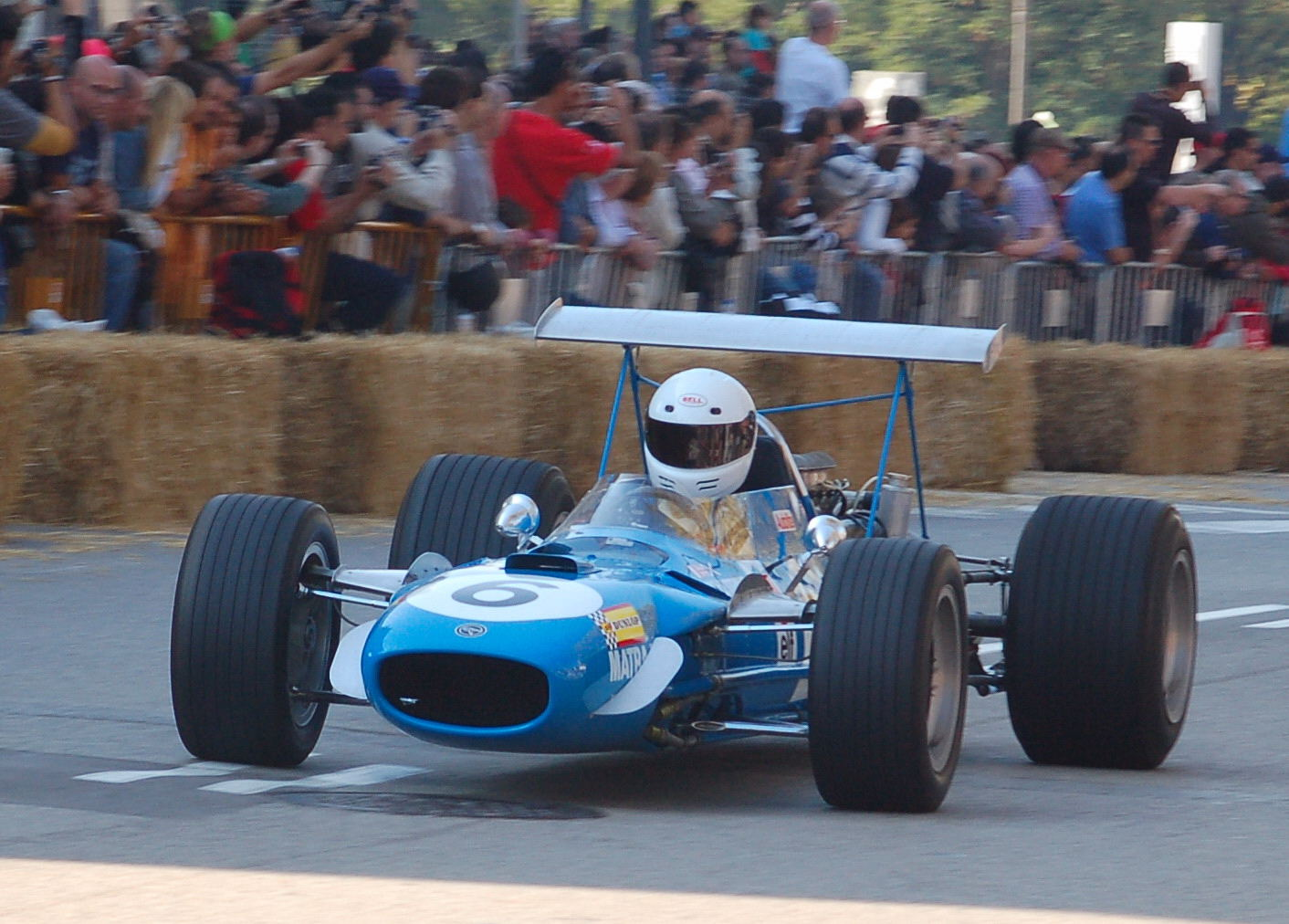
Джеки Стюарт за рулём такой же Matra MS 10 выиграл свою первую гонку

С 1966 году разработанные Дюкаружем автомобили выступают в гонке 24 часа Ле-Мана. Первоначально выступления команды не имеют успеха, но 11 июня 1972 года в гонках происходит сенсация: первым финиширует экипаж в составе Анри Пескароло и Грэма Хилла, а вторым — Франсуа Севера и Хоудена Генли, оба на разработанных Дюкаружем автомобилях Matra. В 1972, 1973 и 1974 годах Matra доминирует в Ле-Мане — на автомобилях этой марки побеждают соответственно Анри Пескароль, Жерар Ларрусс и Грэм Хилл.
В конце 1974 года Жерар Дюкаруж покидает команду «Матра» и переходит в только что созданную команду «Лижье», в которой ему приходится начинать восхождение к чемпионским титулам сначала. Лишь двумя годами позднее автомобиль модели JS7, который пилотирует Жак Лаффит, одерживает победу в Гран-при Швеции 1977 года. Однако повторить успех удаётся лишь через год, когда сконструированные Дюкаружем автомобили модели JS11 трижды побеждают: два раза на высшую ступень пьедестала поднимается Жак Лаффит (выигравший Гран-при Бразилии и Аргентины) и один раз — его товарищ по команде Патрик Депайе, победивший в Гран-при Испании. Сезон 1980 года начинается для команды «Лижье» достаточно успешно — Жак Лаффит завоёвывает первое место в Гран-при Германии, однако через 10 дней приходит известие о гибели на той же самой гоночной трассе бывшего пилота команды Патрика Депайе, перешедшего в команду «Альфа Ромео». К сезону 1981 года Дюкаруж разрабатывает автомобиль на новом шасси, оснащая его двигателем Matra V12. Команда успешно начинает сезон — Жак Лаффит на новой машине выигрывает несколько гонок. Однако после победного для «Лижье» предпоследнего в чемпионате Гран-при Канады Ги Лижье неожиданно увольняет конструктора.
С начала 1982 года Жерар Дюкаруж начинает работать в команде «Альфа Ромео», но остаётся там недолго — во время квалификационных заездов перед Гран-при Франции 1983 года дисквалифицирован пилот команды Андреа Де Чезарис, поскольку его машина «проект 182» оказалась легче минимально допустимого регламентом.

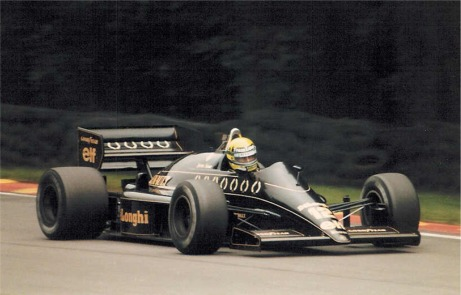
Айртон Сенна за рулём Lotus 98T на трассе Брэндс-Хэтч в 1986

Тем не менее, Дюкаруж недолго остаётся без работы — прямо в середине сезона владелец команды «Лотус» Питер Уорр приглашает его в команду, тяжело переживавшую потерю своего основателя Колина Чепмена, произошедшую годом ранее. Всего за месяц Дюкаруж разрабатывает автомобиль Lotus 94T, который выходит на трассу уже в конце 1983 года и становится основным болидом команды в 1984 году. На сезон 1985 года у команды заготовлено два сюрприза: новый автомобиль Lotus 97T, разработанный Жераром Дюкаружем, и новый многообещающий бразильский пилот Айртон Сенна. Уже во второй гонке сезона, на Гран-при Португалии, этот дуэт завоёвывает победу, которая становится первой в серии из шести. Однако в 1988 году Сенна покидает команду, а новым пилотам не удаётся столь же виртуозно пилотировать разработанный Декаружем болид Lotus 100T, из-за чего в кубке конструкторов команда «Лотус» занимает лишь четвёртое место.
На следующий, 1989 год Дюкаруж покидает «Лотус» и работает в команде бывшего пилота «Матры» Жерара Ларрусса, в которой проводит два года, вплоть до её закрытия. После чего возвращается в «Матру», но уже не в гоночную команду, а в основной концерн, где работает в качестве директора по международному развитию.
Жерар Дюкаруж скончался 19 февраля 2015 года в возрасте 73 лет.